# Fentermina/topiramato
Fentermina/topiramato é uma associação medicamentosa de nome comercial Qnexa que está sendo investigada para o controle da obesidade.
Fentermina, uma substância com efeitos catecolaminérgicos conhecidos por aumentar a liberação de noradrenalina no sistema nervoso central, foi aprovada nos Estados Unidos para o tratamento da obesidade desde 1959, com doses que podem chegar a 30 mg por dia. Embora tenha sido liberada pela Anvisa, nunca foi comercializada no Brasil (32). Por outro lado, o topiramato, inicialmente destinado ao tratamento da epilepsia, hoje é amplamente utilizado na profilaxia da enxaqueca.
Na primeira década dos anos 2000, alguns estudos demonstraram que essa droga é eficaz na redução de peso em pacientes obesos, com doses variando de 64 a 384 mg/dia (33). Esse efeito já havia sido observado em ensaios clínicos com pacientes epilépticos, tanto normais quanto obesos. A eficácia da droga mostrou um aumento mínimo além de 192 mg/dia, acompanhado do inconveniente de maior incidência de efeitos adversos.